# Miguel Álvarez Castro
Miguel Álvarez Castro (Departamento de San Miguel, 1795 – 1855) fue un escritor y político salvadoreño. También es considerado como el primer poeta, desde la fundación de su país, en orden cronológico.

## Biografía
Nació en una hacienda cercana a la ciudad de San Miguel. En su juventud estudió en Antigua Guatemala  en el Colegio de Infantes, pero no pudo concluir su carrera por el fallecimiento de sus padres. Fue diputado al Congreso Constituyente de 1822 del Primer Imperio Mexicano.
En tiempos de la Federación Centroamericana, bajo el régimen de Francisco Morazán, logró ser diputado y Ministro de Relaciones Exteriores. Fiel seguidor de este militar y político, le acompañó en su exilio hacia Costa Rica  hasta su fusilamiento.
En El Salvador participó en el intento de derrocamiento de Francisco Malespín, hecho que le valió exiliarse en Nicaragua. Caído este del poder, regresó a su país donde se retiró de la vida pública. Su obra es recogida en antologías como Guirnalda Salvadoreña (1884) de Román Mayorga Rivas y Galería poética centroamericana (1888) de Ramón Uriarte. Al final de su vida se retiró a una hacienda de su lugar de origen, donde cayó enfermo de tuberculosis y pasó sus últimos momentos amargado por el dolor, la miseria, la soledad (se encontraba soltero), y las penas del desamor (se dice había estado enamorado apasionadamente de una mujer que no le correspondió) y en el cual fallece en condiciones paupérrimas en el año 1855.

## Legado y Homenajes
De acuerdo al también ensayista y poeta salvadoreño coetáneo de Álvarez Juan Ramón Uriarte, los principales rasgos y características del mencionado escritor y poeta los resume en la forma siguiente  :

Hombre de Estado, músico y poeta, dedicaba sus ocios a componer y cantar sus versos…De simple escribiente llegó  a ser Ministro del Gobierno Federal…es el poeta patriótico, el poeta de las libertades públicas…Delicado y correcto en la forma, su inspiración vuela noble y serena. Pero más que todo fue un poeta humano como Horacio.

### Oda"Al ciudadano José Cecilio del Valle"
Álvarez Castro exalta la figura del político, abogado y periodista, prócer de la independencia centroamericana, José Cecilio del Valle, quien además fuese candidato por la presidencia de la Federación Centroamericana en 1825.

#### Fragmento de su poesía
```

```

AL CIUDADANO JOSÉ DEL VALLE

A par de los robustos
Árboles corpulentos,
O del cedro que altivo se levanta,
No es dado a los arbustos
Formar altos intentos;
Y al par de la dulcísima garganta
Con que el jilguero canta,
La débil avecilla
Teme soltar su voz, teme y se humilla.

Así yo me contemplo
Ante el coro armonioso
De los sagrados cisnes de Hipocrene
Tomo la lira y templo,
Mas el labio medroso
Por un secreto impulso se detiene.
Se anima, y le contiene
El respeto que sólo
Vosotros me inspiráis, hijos de Apolo.

De GUIRNALDA SALVADOREÑA, San Salvador, 1884.

### Escenario deportivo
Como homenaje póstumo, las autoridades de la ciudad de San MIguel (cuna del mencionado escritor) otorgaron nombrar al principal escenario deportivo Municipal en el ramo del baloncesto en dicha localidad con su nombre, siendo dicho inmueble conocido desde entonces por la población como Cancha Álvarez